# 마쓰가사키촌 (아키타현)
마쓰가사키촌(松ケ崎村)은 아키타현 유리군에 있던 촌이다. 현재 유리혼조시 중심부 북서쪽, 국도 7호선의 동해에 접한 구역에 해당한다.

## 역사
- 1889년 4월 1일 - 정촌제 시행에 의해 4촌의 구역으로 성립하였다.
- 1917년 4월 10일 - 가메다정과의 경계가 변경되었다.
- 1954년 3월 31일 - 혼조정에 편입되었고, 동일 마쓰가사키촌은 폐지되었다. 혼조정은 편입과 동시에 혼조시가 되었다.

## 교통

### 철도
- 일본국유철도
  - 우에쓰 본선

### 도로
- 국도 7호선